# Bianca Maria Scapardone

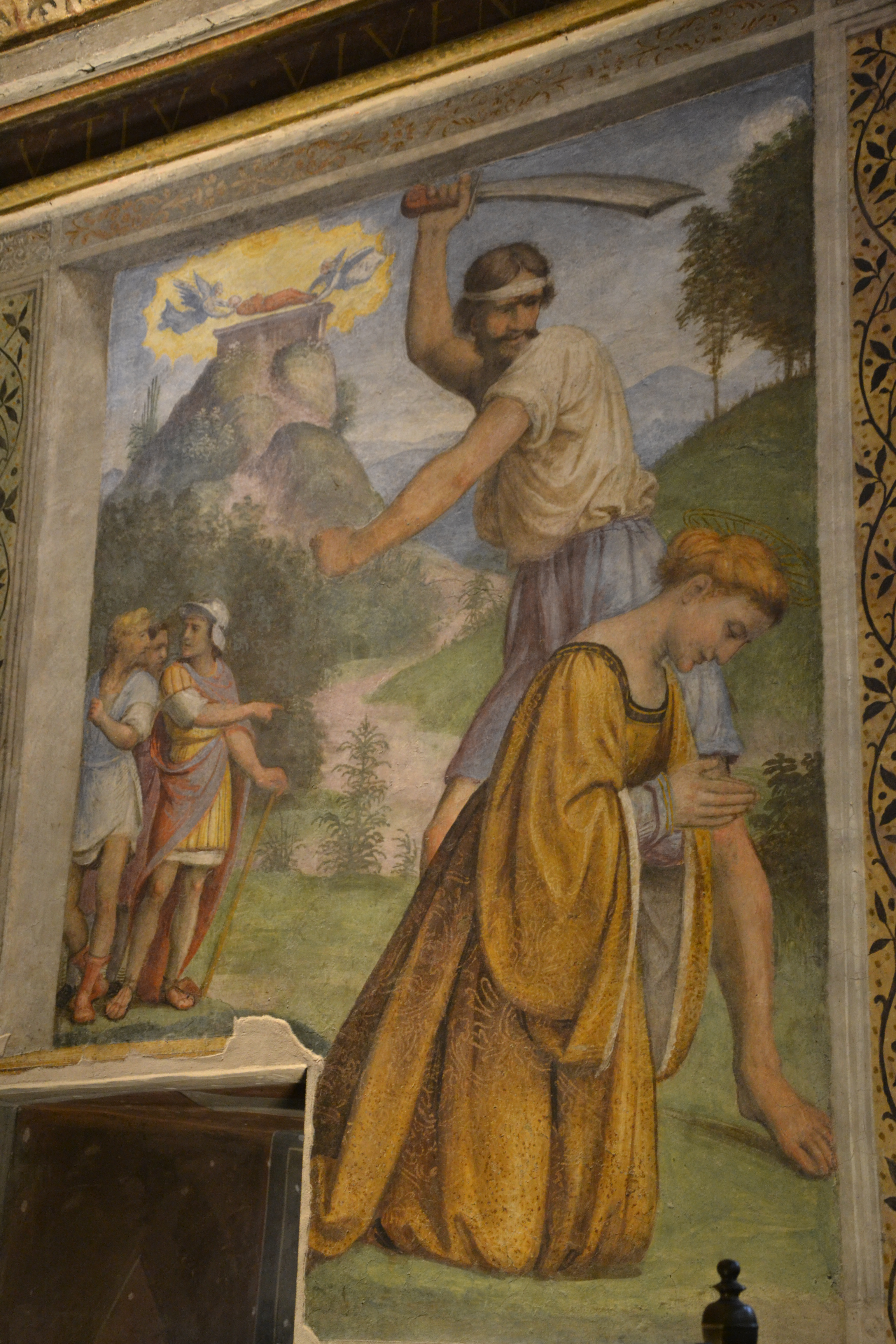
Milano - San Maurizio al monastero maggiore, cappella Besozzi di santa Caterina. Affreschi di Bernardino Luini, 1530.

Bianca Maria Scapardone o Gaspardone, meglio nota come contessa di Challant (Casale Monferrato, 1500 circa – Milano, 20 ottobre 1526), è stata una ricca ereditiera casalese.

## Biografia
Andò in sposa ancora adolescente nel 1514 a Ermes Visconti di Somma, figlio secondogenito dell'aristocratico Battista Visconti. Morto Ermes nel 1521, si risposò con il conte Renato di Challant; il secondo matrimonio della Scapardone si rivelò fallimentare, la giovane lasciò lo sposo facendo ritorno prima a Casale Monferrato e poi a Milano. Nel 1526 venne accusata di essere mandante dell'omicidio del suo amante Ardizzino Valperga e decapitata sul rivellino del castello sforzesco. La sua vita scandalosa e la sua tragica fine vennero narrate da Matteo Bandello in una delle sue più celebri Novelle che, tra realtà e finzione, creò questo personaggio. Il suo ritratto, come attestato dallo stesso Bandello, avrebbe costituito il modello per la decapitazione di Santa Caterina d'Alessandria nell'affresco che Bernardino Luini dipinse nella "Cappella Besozzi" della chiesa di San Maurizio a Milano.
(Matteo Bandello, Novella IV, Parte I)
Un recente ritrovamento archivistico di Edoardo Rossetti - un inventario di beni in cui vengono descritti minuziosamente gli abiti dei due personaggi inginocchiati ai lati dell'arcone centrale - porta a correggere questa interpretazione del passo del Bandello, e a identificare questi personaggi appunto come Bianca Maria Scapardone Visconti (poi contessa di Challant) ed Ermes Visconti, anziché, come tradizionalmente si credeva, come Ippolita Sforza e Alessandro Bentivoglio.

## Arte
- Novelle, prima parte, IV novella, di Matteo Bandello.
- La signora di Challant, dramma di Giuseppe Giacosa.